# Siège de Pavie (773-774)
Pour d'autres sièges de Pavie, voir Siège de Pavie.
Le siège de Pavie, tenu de 773 à 774 dans le nord de l'Italie, entraîna la victoire des Francs, commandés par Charlemagne, sur les Lombards, commandés par le  roi Didier.

## Contexte
Charlemagne, rex Francorum, avait accédé au trône en 768 avec son frère Carloman. À l'époque, il y avait antagonisme non seulement entre les deux frères régnants, mais aussi entre le roi de Lombardie, Didier, et la papauté. En 772, le pape Adrien Ier expulsa tous les fonctionnaires lombards de la curie. Par riposte, Didier envahit le territoire papal et prit même Otricoli, qui ne se trouvait qu'à une journée de marche de Rome. Adrien appela Charlemagne à l'aide.
Charles s'était allié aux Lombards en épousant l'une des filles de Didier, Désirée de Lombardie, mais en moins d'un an, il changea d'avis sur ce mariage et cette alliance, divorça d'avec son épouse et la renvoya chez son père. Les Lombards tinrent ce geste pour une insulte.

À la mort de Carloman en 771, son épouse, Gerberge fuit le royaume avec ses enfants dans l'espoir de les faire retrouver la couronne de leur père lorsqu'il seront en âge de gouverner (Eginhard affirme faussement qu'elle méprisait son beau-frère sans aucune raison) et se réfugia chez Didier à Pavie. Celui-ci se vengea de l'insulte des Francs en accordant l'asile à Gerberge et en réclamant que les enfants de cette dernière aient leur part du royaume des Francs. Les relations entre ceux-ci et les Lombards se détériorèrent complètement, et le pape en tira parti. Son ambassade accosta à Marseille et se rendit à Thionville pour y transmettre ce message :

« Ils [les Lombards] nous [le pape] attaqueraient par eau et par terre, conquerraient la ville de Rome et nous réduiraient en captivité … Nous vous implorons donc, au nom du Dieu vivant et du Prince des Apôtres, de nous venir en aide sur-le-champ afin que nous ne soyons pas détruits. »

Conscient de la vérité des agressions de Didier et de la menace que ce dernier représentait pour le royaume franc, Charlemagne fit marcher ses troupes sur l'Italie au début de l'été de 773.

## Siège

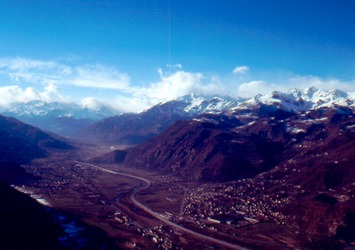
Le col du val de Suse.

L'effectif de l'armée de Charlemagne est inconnu. Charlemagne la divisa en deux et confia le commandement d'une moitié à son oncle  Bernard. Ils firent passer l'armée par les cols des Alpes, lui par celui du val de Suse, près du massif du Mont-Cenis, et Bernard par le col du Grand-Saint-Bernard. Au pied des monts, l'armée de Charlemagne se heurta aux fortifications de Didier, mais des groupes d'éclaireurs trouvèrent un autre chemin. Une cavalcade alla attaquer les défenseurs sur leur flanc, et l'armée de Bernard approchant par l'est, les Lombards fuirent vers la ville fortifiée de Pavie. Les troupes franques poursuivirent alors leur marche et commencèrent le siège de Pavie en septembre.
L'armée franque dans son ensemble était capable de cerner la capitale lombarde, mais elle  n'avait apporté aucune pièce de siège. Les Lombards avaient aussi échoué dans leurs préparatifs : la ville était mal approvisionnée en nourriture, et la campagne était maintenant aux mains des Francs. Didier resta à Pavie, mais son fils, Adalgis, l'avait quittée pour Vérone, plus fortifiée, pour veiller sur la famille de Carloman. Charlemagne mena une petite armée pour assiéger Vérone. Apeuré, Adalgis s'enfuit à Constantinople, et Vérone et la famille de Carloman furent prises.
Charlemagne commença alors à subjuguer les environs de Pavie dans les premiers mois de 774. Il visita même le pape à Rome à Pâques. Aucun duc ni comte lombard tenta de se porter au secours de Didier, qui ne lança aucune contre-attaque vigoureuse. Au dixième mois du siège, la famine frappait durement Pavie, et Didier, se rendant compte qu'il était laissé à lui-même, ouvrit les portes de la ville à Charles et se rendit un mardi de juin.

## Conséquences
Après la victoire, Charlemagne se fit déclarer rex Langobardorum (roi des Lombards) et allait désormais être appelé roi des Francs et des Lombards. Il s'alliait de près avec l'Église à titre de protecteur. En reconnaissant l'autorité temporelle du pape sur l'Italie centrale, il jeta les bases de la puissance pontificale au Moyen Âge.
Le déclin du royaume de Lombardie avait été rapide, et les changements amenés en Italie par la conquête franque furent importants. Nombre de Francs occupèrent des postes de pouvoir et d'autorité en Italie, mais de nombreux Lombards, désireux de faire la paix avec Charles, conservèrent leurs postes.
Comme Paul K. Davis l'écrit, « La défaite et la destruction postérieure de la monarchie lombarde débarrassèrent Rome de la menace la plus persistante à la sécurité du pape, ce qui jeta les bases du Saint Empire romain. »

## La mémoire du siège
À Pavie, où la mémoire du raisonnement lombard et le rôle de capitale de la ville ont caractérisé l'identité urbaine pendant des siècles, il existe des témoignages du siège, certains contemporains, tels que les sections des premiers murs conservés via dei Mulini, d'autres, bien que plus tard, très significatifs, comme le cycle des histoires de saint Théodore de Pavie peint à fresque dans la nef droite de la basilique San Teodoro.

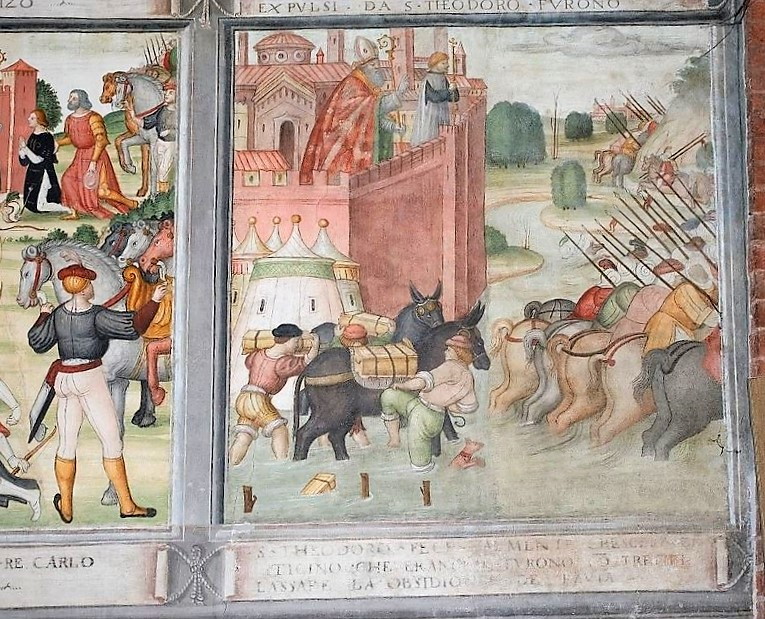
Cycle des histoires de Saint Théodore de Pavie, Charlemagne est contraint d'abandonner le siège de Pavie, vers 1514, Pavie, Basilique San Teodoro.

Le tableau, commandé en 1514 par le recteur de l'église Giovanni Luchino Corti à un artiste lombard anonyme, dépeint quelques épisodes de la vie du saint évêque de Pavie et en particulier lors du siège de 773-774, qui échoue de manière significative dans l'aspect pictural cycle. Théodore fit en effet gonfler les eaux tessinoises, inondant le camp franc et obligeant Charlemagne à abandonner le siège. Dans les années où les guerres d'Italie ont créé de fortes incertitudes sur l'avenir de la ville et de tout le duché de Milan, les clients, en modifiant l'issue réelle du siège, entendaient souligner leur forte identité et leur autonomie, comme si les Lombards le royaume n'était jamais vraiment tombé.
Toujours liée à la mémoire du siège est la petite église de Santa Sofia (Torre d'Isola) située sur une haute terrasse du Tessin à quelques kilomètres à l'ouest de la ville, qui selon une légende (basée sur l'histoire transmise par le chroniqueur Notker le Bègue) a été construit par Charlemagne lors du siège de Pavie en une seule journée afin de mieux assister aux offices divins. Cependant, au-delà de la narration imaginative du chroniqueur, une résidence royale est certainement née dans l'église au IXe siècle, dans laquelle Louis II le Jeune puis Charles II le Chauve séjournèrent d'abord en l'an 876.